# Minnie masni boltja
A Minnie masni boltja (eredeti cím: Minnie’s Bow Toons) egy amerikai 3D animációs sorozat, amely 2011. november 14.-én debütált. A sorozatot 2011-től 2016-ig sugározták a Disney Junior csatornán. A sorozat a Mickey egér játszótere spin-offja, és a fiatalabb korosztálynak szól.

## Szinkronhangok
- Minnie Mouse - Kaitlyn Roblock
- Daisy Duck - Tress MacNeille
- Cuckoo Loca - Nika Futterman

## Helyszín
A műsor a Mickey egér játszótere Minnie’s Bow-tique epizódjának eseményei után játszódik. Minnie egér és barátja, Daisy Duck egy speciális boltot üzemeltetnek.
A 4. évadban Minnie, Daisy és Cuckoo új vállalkozásba kezdenek.